# Нуэво-Колон
Нуэво-Колон (исп. Nuevo Colón) — небольшой город и муниципалитет в центральной части Колумбии, на территории департамента Бояка. Входит в состав провинции Маркес.

## История
Поселение, из которого позднее вырос город, было основано в 1538 году. Муниципалитет Нуэво-Колон был выделен в отдельную административную единицу в 1783 году.

## Географическое положение

Муниципалитет Нуэво-Колон

Город расположен на юго-западе центральной части департамента, в гористой местности Восточной Кордильеры, на расстоянии приблизительно 18 километров к юго-западу от города Тунха, административного центра департамента. Абсолютная высота — 2457 метров над уровнем моря.
Муниципалитет Нуэво-Колон граничит на севере с территорией муниципалитета Бояка, на востоке — с муниципалитетами Хенесано и Тибана, на юге — с муниципалитетом Умбита, на юго-западе — с муниципалитетом Турмеке, на северо-западе — с муниципалитетом Вентакемада. Площадь муниципалитета составляет 51 км².

## Население
По данным Национального административного департамента статистики Колумбии, совокупная численность населения города и муниципалитета в 2015 году составляла 6559 человек.
Динамика численности населения муниципалитета по годам:
| 2005 | 2006 | 2007 | 2008 | 2009 | 2010 | 2011 | 2012 | 2013 | 2014 | 2015 |
| ---- | ---- | ---- | ---- | ---- | ---- | ---- | ---- | ---- | ---- | ---- |
| 6075 | 6126 | 6183 | 6235 | 6284 | 6343 | 6382 | 6436 | 6470 | 6513 | 6559 |

Согласно данным переписи 2005 года мужчины составляли 51,1 % от населения Нуэво-Колона, женщины — соответственно 48,9 %. В расовом отношении белые и метисы составляли 99,9 % от населения города; негры, мулаты и райсальцы — 0,1 %.
Уровень грамотности среди всего населения составлял 88,5 %.

## Экономика
Основу экономики Нуэво-Колона составляет сельское хозяйство.

68,2 % от общего числа городских и муниципальных предприятий составляют предприятия торговой сферы, 19,4 % — предприятия сферы обслуживания, 8,5 % — промышленные предприятия, 3,9 % — предприятия иных отраслей экономики.